# Sirex
Genre
Sirex est un genre d'insectes hyménoptères de la famille des siricidés, dont les larves rongent le bois en creusant des galeries dans diverses espèces d'arbres, ainsi que dans le bois abattu et dans les charpentes.

## Liste d'espèces
En Europe, selon Fauna Europaea (10 décembre 2021) :
- Sirex areolatus
- Sirex carinthiacus
- Sirex cyaneus
- Sirex ermak
- Sirex juvencus
- Sirex noctilio